# Sydney Middleton
Sydney Albert Middleton (Sydney, 24 februari 1884 - Kensington, 2 september 1945) was een Australisch rugbyspeler en roeier.

## Carrière
Tijdens de Olympische Zomerspelen 1908 werd hij met zijn ploeggenoten kampioen. Er deden overigens slechts twee landen mee aan dat toernooi. Tijdens de Olympische Zomerspelen 1912 deed  Middleton mee in het roeien.  Hij maakte deel uit van de acht die strandde in de kwartfinale.

## Erelijst

### Rugby
- Olympische Zomerspelen:  1908

### Roeien
- Olympische Zomerspelen: KF 1912